# Ист Берлин (Пенсилванија)
Ист Берлин (енгл. East Berlin) град је у америчкој савезној држави Пенсилванија.

## Демографија
По попису из 2010. године број становника је 1.521, што је 156 (11,4%) становника више него 2000. године.
| Група             | 2000.         | 2010.         |
| Белци             | 1.312 (96,1%) | 1.446 (95,1%) |
| Афроамериканци    | 7 (0,5%)      | 11 (0,7%)     |
| Азијати           | 4 (0,3%)      | 11 (0,7%)     |
| Хиспаноамериканци | 39 (2,9%)     | 39 (2,6%)     |
| Укупно            | 1.365         | 1.521         |